# Здание театра Соловцова
Здание теа́тра Соловцо́ва — театральное здание в Киеве, находящееся по адресу площадь Ивана Франко, 3.
В здании размещались следующие театральные коллективы:
- 1898—1924 — Драматический театр «Соловцов» (в советское время — «Второй театр имени Ленина»)
- 1924—1926 — «Березиль»
- С 1926 года — Украинский драматический театр имени И. Франко

## История постройки
В феврале 1896 года в Киеве сгорел Городской оперный театр, и в городе остался единственный стационарный театр — театр Бергонье. Здание Бергонье в то время занимала труппа Николая Николаевича Соловцова, а владелицей оперного театра была Пальмира Францевна Сетова, в прошлом известная цирковая артистка. Соловцов и Сетова ещё до пожара стали конкурентами, поскольку в 1896 году заканчивался срок аренды оперного театра, и Соловцов намеревался занять его. После пожара Соловцов решил организовать постройку нового драматического театра, а театр Бергонье оставить для собственной постоянной оперы. Сетова, также для постройки театра, приобрела участок у Домостроительного общества, занимавшегося застройкой бывшей усадьбы профессора Ф. Ф. Меринга. Но когда был уже заложен фундамент, между Сетовой и застройщиком возникли недоразумения и строительство остановилось. Соловцов заплатил Пальмире Францевне неустойку и она отказалась от строительного договора в его пользу. В 1898 году театр был построен.
Строительство велось по проекту Э. П. Брадтмана под наблюдением Г. П. Шлейфера, зрительный зал оформлен по проекту В. В. Городецкого. Согласно советским источникам, здание было построено на средства, собранные населением, по другим данным владельцем его был Лазарь Бродский. Во время Второй мировой войны здание было разрушено и восстановлено в 1946 году. В 1959—1960 годах проведена значительная реконструкция театра.

## Архитектура

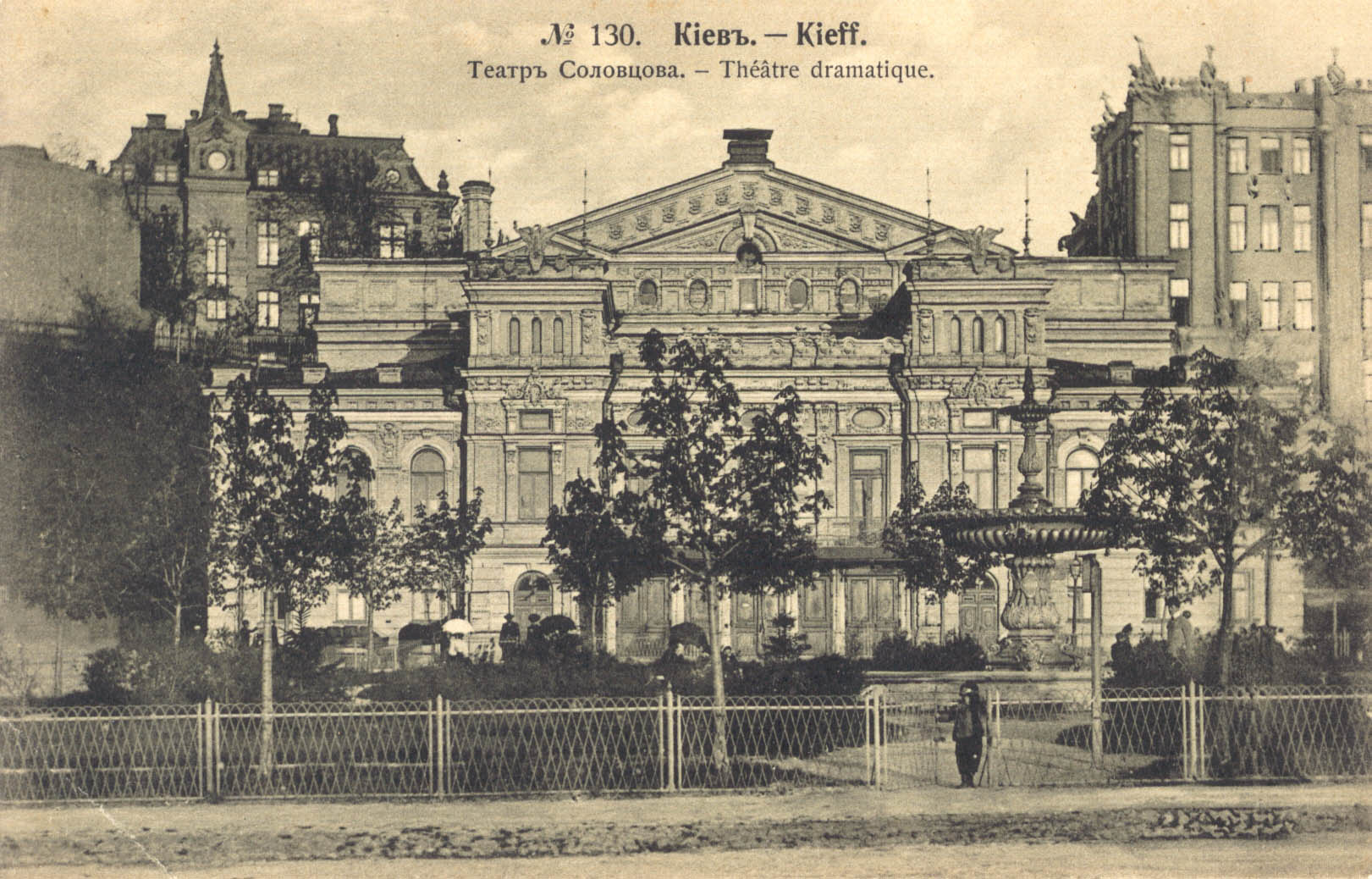
Театр Соловцова в начале XX века

Первоначально здание было построено двухэтажным, оформлено в неогреческом стиле. Советские архитектуроведы внешний вид здания считали непривлекательным, но отмечали внутренние интерьеры в стиле рококо. По свидетельству же современников постройки — актёра Л. М. Леонидова, журналиста И. М. Левинского (Гарольда) — киевляне хорошо восприняли здание, называли его «игрушкой» и «изысканной бонбоньеркой». Зрительный зал отличается не только художественностью оформления, но и удобством для зрителей. Он относительно небольшой, подковообразной формы, расширен в стороны, его устройство даёт хороший обзор сцены с любого места. Имеется ложа, амфитеатр, и большой балкон над входом, общая вместимость зала — 1200 зрителей. Исключительную удачность зала театра Соловцова отметил в 1912 году К. С. Станиславский. По его словам, из всех помещений, где бывал с гастролями Московский Художественный театр, «Соловцов» уступал только Мюнхенскому королевскому театру.
При реконструкции 1959—1960 годов построен третий этаж, кассовый вестибюль, расширено фойе второго этажа. Новое фойе представляет собой анфиладу из трёх помещений общей площадью 228,5 м2 Объём здания был увеличен с 33,1 тыс. до 41,6 тыс. м3. Одновременно был изменён фасад, некоторые детали интерьера утрачены.